# John Sutton (compositeur)
Pour les articles homonymes, voir John Sutton.
John Sutton (fl. fin du XVe siècle) est l'un des compositeurs (anglais) du Livre de chœur d'Eton. Sutton est fellow du Magdalen College (Oxford) en 1476. Un an plus tard il est élu au fellowship du collège d'Eton. Il n'est plus fait mention de son nom dans les documents d'Eton après 1479. Il est peut-être le même "Sutton" diplômé Bachelor of Music at Cambridge en 1489.
Seule un de ses œuvres nous est parvenue, un Salve Regina en sept parties.

## Source
- (en) Cet article est partiellement ou en totalité issu de l’article de Wikipédia en anglais intitulé « John Sutton (composer) » (voir la liste des auteurs).